# 習近平による新時代の中国の特色ある社会主義思想
習近平による新時代の中国の特色ある社会主義思想（しゅうきんぺいによるしんじだいのちゅうごくのとくしょくあるしゃかいしゅぎしそう、簡体字中国語: 习近平新时代中国特色社会主义思想）は、中国式社会主義の発展形であり習近平中国共産党総書記による権力の集中と執権を政治の中心にし、中華民族の文化を維持したうえでのグローバリゼーションの推進、先端工業力の強化、経済の再社会主義化と台湾統一を最優先課題とする政治思想、体制の総称。特に国共内戦の延長である台湾問題は最重要課題（核心益）であるとされている。

## 名称と定義
習近平の思想は2017年に打ち出して以来、習近平思想・習思想・習総書記思想などの非公式的な略称がある。
過去中国が使った5つの共産主義的な思想（マルクス・レーニン主義・毛沢東思想・鄧小平理論・三つの代表・科学的発展観）が習近平により洗練し、自ら第6の社会主義思想になるものと言われている。現在の中華人民共和国や中国共産党の指導思想でもあり、中華人民共和国政府は現代中国の現状に最も相応しい理論だと宣伝している。

## 中国共産党による公式的な解釈
2017年10月に開かれた中国共産党第十九回全国代表大会では、中国共産党中央委員会総書記（最高指導者）である習近平は同大会で行った報告で、新時代における中国の特色ある社会主義思想を提出した。
この新しい指導思想は、「マルクス・レーニン主義、毛沢東思想、鄧小平理論、三つの代表（重要思想）、科学的発展観」に続き、中国共産党の党規約にも盛り込まれた。そして、2018年1月18日、19日に開かれた中国共産党第19期中央委員会第2回全体会議（2中全会）で、憲法改正案が議論され、憲法に明記されることが明らかになった。

## 義務とされた教育や理解度テスト
2019年10月23日、中国政府の国営メディアである新華社を通じ、国内の新聞社やテレビ局の記者らを対象に、「習近平思想の理解度をはかる試験を実施する」と発表し、「アプリケーション形式の出題で8割以上の正解を得なければ、記者証が発行されない」とした。
2021年9月の新学期から、習近平思想の履修が小学校から大学までの必修教育課程として義務付けられた。